# アクア (エイジアのアルバム)
『アクア』（Aqua）は、エイジアの通算4枚目のオリジナルアルバムである。1992年6月8日にMusidiscから発売された。

## 解説
オリジナルメンバーのジョン・ウェットンに代わり、ジョン・ペインが参加し、新たなエイジアの幕開けとなった。また、1,2,3,5,7,10には元メンバーのスティーヴ・ハウも参加している。
“羽のはえたイルカが宇宙を泳いでいる”幻想的なアルバムジャケットはロドニー・マシューズによって描かれた。

## 収録曲
1. アクア・パート1 "Aqua Part 1" (Downes,Howe,Payne) 2:27
2. フー・ウィル・ストップ・ザ・レイン？ "Who Will Stop The Rain?" (Downes,Warman,Woolfenden) 4:35
3. バック・イン・タウン "Back In Town" (Downes,Payne) 4:09
4. ラヴ・アンダー・ファイアー "Love Under Fire" (Downes,Lake) 5:15
5. サムデイ "Someday" (Downes,Warman) 5:48
6. リトル・リッチ・ボーイ "Little Rich Boy" (Downes,Payne) 4:37
7. ヴォイス・オブ・リーズン "The Voice Of Reason" (Downes,Payne) 5:37
8. レイ・ダウン・ユア・アームズ "Lay Down Your Arms" (Downes,Payne,Hart) 4:14
9. クライム・オブ・ハート "Crime Of The Heart" (Downes,Warman) 5:57
10. ファー・クライ "A Far Cry" (Downes,Payne,Hart,Mitchell) 5:30
11. ドント・コール・ミー "Don't Call Me" (Downes,Warman) 4:55
12. ヘヴン・オン・アース "Heaven On Earth" (Payne,Nye) 4:54
13. アクア・パート2 "Aqua Part 2" (Downes,Payne) 2:14

## クレジット
エイジア
- ジェフリー・ダウンズ：キーボード
- ジョン・ペイン：リード・ボーカル、ベース
- カール・パーマー：ドラム、パーカッション
- アル・ピトレリ：ギター
- スティーヴ・ハウ：アコースティック・ギター、マンドリン、ペダル・スティール、12弦ギター、ドブロ・ギター

ゲスト・アーティスト
- サイモン・フィリップス:ドラム
- アンソニー・グリン:ギター
- スコット・ゴーハム:ギター
- マット・ジョンソン:ギター・ソロ(9)

## チャート成績
| チャート (1992年)            | 最高位 |
| ---------------------------- | ------ |
| ドイツ (Offizielle Top 100)  | 51     |
| 日本 (オリコン)              | 21     |
| スイス (Schweizer Hitparade) | 20     |